# Regno di León
Il Regno di León (Reino de León in spagnolo, Reinu de Llión in leonese), in italiano desueto Regno di Lione, fu un regno medievale situato nel nord-ovest della penisola iberica. Ebbe origine dalla divisione del Regno delle Asturie da parte di Alfonso III nel X secolo.
Questa suddivisione fu conseguenza della sollevazione di nobili, organizzata dal conte di Castiglia, Nuño Fernández, per liberare il figlio maggiore di Alfonso, Garcia; la sollevazione fu appoggiata anche dalla regina Jimena e dagli altri figli di Alfonso, Fruela e Ordoño. Alfonso III, per evitare una guerra civile, liberò Garcia, abdicò e si ritirò a Zamora con la moglie Jimena, dividendo il regno tra i suoi tre figli maggiori:
- a Garcia il figlio maggiore, andò il León
- a Ordoño, il secondogenito, andò la Galizia
- a Fruela, terzogenito, andarono le Asturie.

## Dinastia asturleonese
Garcia stabilì la capitale nella città di León, dove già veniva riunita la corte del regno delle Asturie negli ultimi anni del regno di Alfonso III.
Il nome León deriva dall'essere stato il centro, in età romana, sede della Legio VII gemina. Ebbe anche il controllo di una parte della contea di Castiglia, e, con la collaborazione del conte completò le fortificazioni sul fiume Duero ripopolando le zone di Roa, Osma, Clunia nella Provincia di Burgos e San Esteban de Gormaz. Poi avanzò nella Rioja, conquistando Nájera e Calahorra. Nel 914, alla morte di Garcia, senza discendenza, Ordoño fu proclamato anche re di León, riunificando così la Galizia col León continuando la politica di espansione territoriale del padre e del fratello. Successivamente conquista la città di Mérida, poi, alleatosi col re di Pamplona, Sancho I Garcés, nel 917, a San Esteban de Gormaz sconfigge i musulmani dell'emirato al-Andalus. L'anno successivo (918) strappa ai Banu Qasi le città di Calahorra e Arnedo, attaccando anche Nájera e Tudela.
Nel 920 l'avanzata fu fermata, e l'emiro ʿAbd al-Raḥmān III guidò personalmente un esercito che, penetrò in Navarra e sconfisse Ordoño e Sancho I nella valle di Junquera, a circa 25 chilometri a sudest di Pamplona.
Nel 924, alla morte di Ordoño, Fruela, spodestando i figli di Ordoño, si fece proclamare anche re di León, per cui le Asturie, il León la Galizia e la contea di Castiglia furono nuovamente riunificate in un regno unico, che nel 925, fu denominato "Regno di León", con capitale a León.
Nel 925, alla morte di Fruela, sul trono unificato di León gli successe il figlio Alfonso Froilaz; ma, dopo pochi mesi, i figli di Ordoño II, Sancho Ordóñez, Alfonso e Ramiro iniziarono una guerra civile e lo spodestarono. Alfonso fu eletto re di León
Nel 926, si arrivò ad una condizione di stallo:
- Alfonso IV era re di León.
- Sancho Ordóñez governò il nord della Galizia sino al fiume Minho[7], attribuendosi il titolo di re di Galizia.
- Ramiro governò il sud della Galizia, dal fiume Minho al confine con al-Andalus, assumendo anche lui il titolo di re.
- Alfonso Froilaz, rifugiatosi nella parte orientale delle Asturie, governò questa regione, assumendo anche lui il titolo di re.

Nel 929, alla morte di Sancho, senza eredi, il nord della Galizia fu nuovamente riunificata al León.

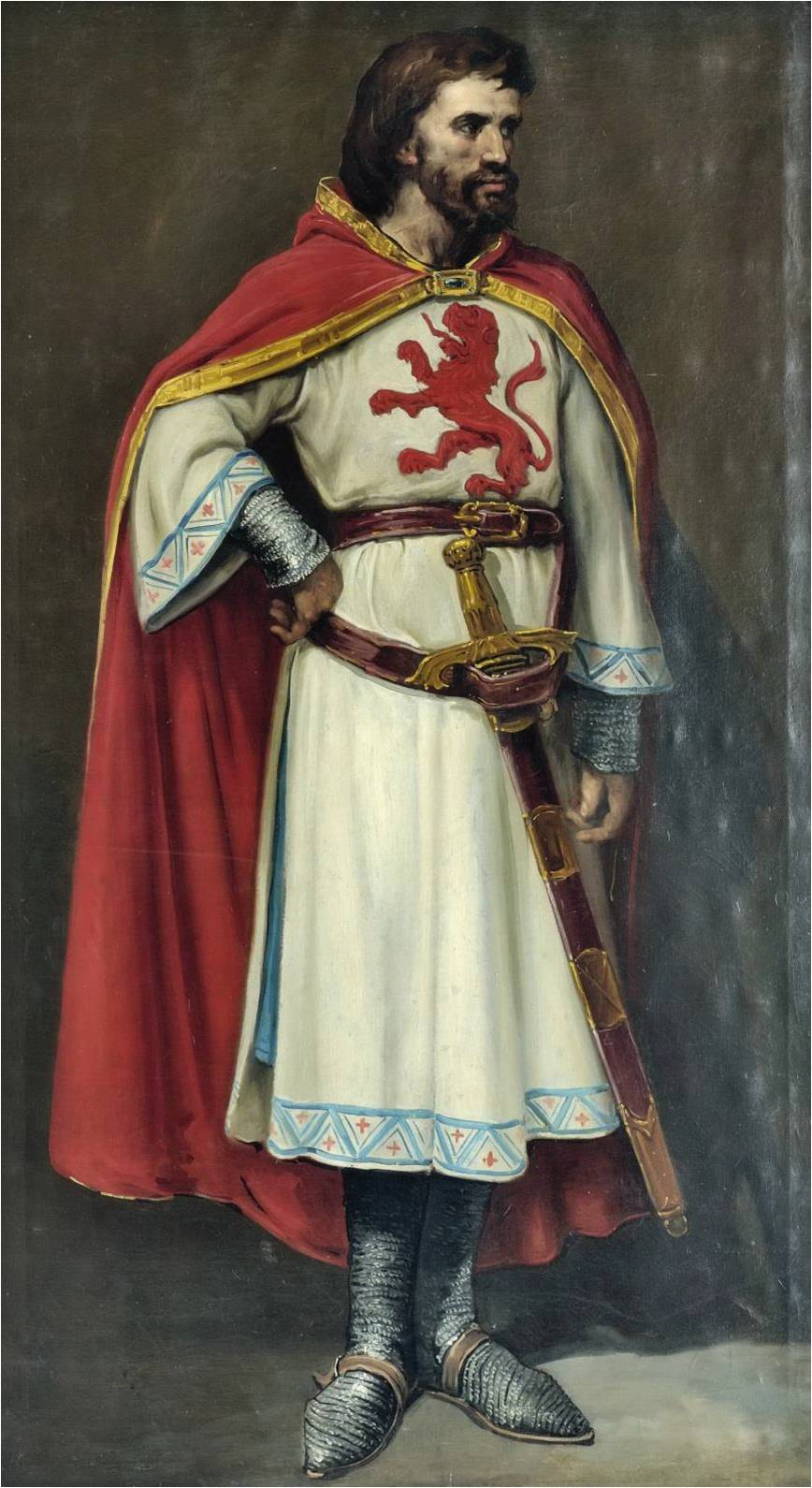
Ramiro II di León.

Nel 931, Alfonso IV, dopo aver abdicato a favore di Ramiro, si ritirò in monastero, ma, pochi mesi dopo, pentitosi, riaprì una guerra civile che il re Ramiro II concluse, nel 932, imprigionando e poi accecando il fratello.
Terminata la guerra civile, Alfonso IV non riuscì a salvare Toledo, che, accerchiata dal califfo ʿAbd al-Raḥmān III, capitolò e si arrese. In compenso, sulla via di Toledo, occupò la fortezza omayyade di Majrit.
Nel 937 ʿAbd al-Raḥmān conquistò ai Leonesi una trentina di castelli. Ma, nel 939, Ramiro II con il fedele conte di Castiglia, Fernán González alleato a Toda di Navarra, reggente di Navarra e di Aragona, riuscì, nella Battaglia di Simancas, a imporre una dura disfatta ad ʿAbd al-Raḥmān III che spostò la frontiera leonese dal Duero al Tormes, ripopolando luoghi come Ledesma, Salamanca, Peñaranda de Bracamonte Sepúlveda e Vitigudino.
Dopo questa vittoria però, il fronte cristiano, per la fortuna del califfo, si sfaldò: Fernan Gonzales, conte di Castiglia, che aveva partecipato alla battaglia di Simancas, cercò di rendersi indipendente dal regno di León. Dopo essere stato imprigionato, nel 945 Fernán González recuperò la contea e giurò fedeltà a Ramiro II, che, nel 950, partì da Zamora per i territori di al-Andalus, realizzando una spedizione nella valle del Tago, sconfiggendo le truppe del califfo a Talavera de la Reina, ottenendo un ricco bottino e alcune migliaia di prigionieri. Con la morte di Ramiro II, per il regno di León iniziò un periodo di disordini.
Nel 951 l'ascesa al trono di Ordoño III fu messa in discussione dal fratellastro Sancho. La contesa condusse ad una guerra di successione, che vide sia il regno di Navarra, che il conte di Castiglia, Fernan González, alleati di Sancho; ma, nel 953, la guerra civile terminò con la vittoria di Ordoño III che, sconfiggendo Sancho a San Esteban de Gormaz, lo estromise dal potere e ottenne nel contempo la sottomissione del conte di Castiglia. In seguito riprese la guerra contro al-Andalus, e le truppe leonesi arrivarono vicino a Lisbona nel 955.
Alla morte di Ordoño, avvenuta nel 956, Sancho I salì al trono leonese, ma due anni dopo fu detronizzato sia dai nobili leonesi che dai nobili castigliani, guidati dal conte Fernán González, che designarono re Ordoño IV il Cattivo. Sancho allora chiese aiuto al califfo ʿAbd al-Raḥmān III ottenendo un trattato di alleanza con Cordova in cambio della cessione di dieci piazzeforti leonesi; quindi, con l'aiutò dei musulmani, prese Zamora nel 959 e Oviedo nel 960. Poi fece prigioniero il conte Fernán González, mentre Ordoño IV si rifugiava a Cordova, per cercare l'aiuto di al-Andalus. Sancho, approfittando della sopravvenuta morte del califfo ʿAbd al-Raḥmān III, non mantenne i patti, per cui il nuovo califfo al-Ḥakam II ibn ʿAbd al-Raḥmān gli dichiarò guerra, e, dopo la conquista di San Esteban de Gormaz, Atienza e Calahorra, lo obbligò a chiedere la pace (963).
Nel 966, alla morte di Sancho I, gli succedette il figlio Ramiro III, di cinque anni. La reggenza del regno fu nelle mani della zia Elvira Ramírez, sorella di suo padre, che, per tutto il periodo dell'adolescenza di Ramiro, sino al 975, fu la sua tutrice e si comportò da regina. Sfruttando a suo favore una debole reggenza, il conte di Castiglia si era reso ormai indipendente dal regno del León. Inoltre, dopo la morte del califfo al-Hakam II, con la nomina a califfo di Hishām II ibn al-Ḥakam i musulmani iniziarono ad attaccare i regni cristiani del nord e l'hajib omayyade Almanzor, nel 981, sbaragliò nella battaglia di Rueda, a 40 km circa a sud-est di Simancas, le forze cristiane coalizzate.
Nel 982, la nobiltà leonese proclamò re, Bermudo, figlio illegittimo di Ordoño III, che da quell'anno prese possesso della Galizia. Iniziò così una guerra civile alla fine della quale, nel 984, Ramiro III fu rovesciato dai nobili che sostenevano Bermudo, che lo sostituì sul trono come Bermudo II.
Con l'incoronazione di Bermudo II e la successiva morte di Ramiro III il periodo di disordini finì, ma continuarono i rovesci di fronte agli eserciti di al-Andalus. Nel 987, Almanzor riunì un grande esercito, con il quale saccheggiò e rase al suolo Coimbra e successivamente la capitale León. Bermudo II si rifugiò a Zamora, e, quando quest'ultima città venne attaccata dai Mori, si rifugiò a Lugo; ambedue le città furono conquistate e duramente saccheggiate; Bermudo II allora si rinchiuse in Astorga, che fu conquistata nel 996.
L'ultimo rifugio di Bermudo II fu la Galizia, ma anche qui fu raggiunto dalle truppe di Almanzor, che nell'estate del 997 attaccarono e saccheggiarono Santiago di Compostela. Nel 999 il suo regno era ridotto alla sola zona costiera della Galizia e delle Asturie.
Alfonso V si prodigò affinché il León potesse rendersi indipendente dal califfo di Cordova. Inoltre ripopolò la città di León, dopo che era stata distrutta da Almanzor durante il regno di suo padre, e, nel 1017, introdusse nelle città principali del regno il "fuero" o Codice della Legge Municipale. Fu il primo re di León ad usare anche il titolo di re di Castiglia.
Nel 1029, durante il regno di Bermudo III, quando il conte di Castiglia, García Sánchez, venne ucciso all'uscita dal palazzo reale di León, il re di Navarra Sancho III reclamò diritti dinastici sulla Castiglia, per via del matrimonio con Munia di Castiglia. Nonostante il matrimonio tra Sancha, sorella di Bermudo e Ferdinando, figlio di Sancho e di Munia, del 1032, l'anno seguente si giunse alla guerra, e, dopo la conquista di Zamora, Sancho, nel 1034, occupò Astorga e la stessa León, costringendo Bermudo a rifugiarsi in Galizia. Solo dopo la morte di Sancho III, avvenuta nel 1035, Bermudo poté recuperare i suoi territori, ma si dovette scontrare con Ferdinando I di Castiglia, marito di sua sorella Sancha I, erede della Castiglia e proclamatosi re. Nel 1037 invase il regno di Bermudo che, in quello stesso anno, morì nella battaglia di Tamarón, dove le truppe di Ferdinando I ebbero la meglio su quelle di Bermudo. Non avendo discendenti diretti, dopo la sua morte, la corona di León passo a sua sorella Sancha I, già regina consorte di Castiglia, la quale associò al trono di León il marito Ferdinando.

## Casa di Navarra

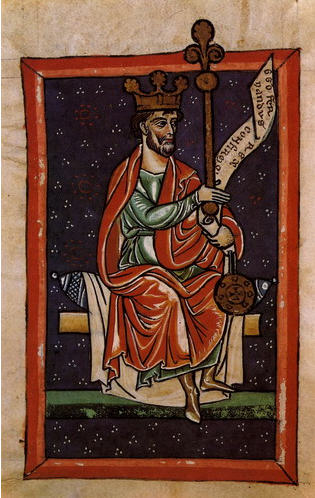
Ferdinando I di León.

Ferdinando I, già re di Castiglia, governò anche il León per conto della moglie, Sancha I. Egli combatté i Mori di Siviglia, i quali, alla caduta del califfato, avevano mantenuto in apparenza un governo a forma repubblicana, e conquistò Viseu e Lamego nel 1057. Quindi attaccò il re di Toledo e le sue truppe si spinsero sino ad Alcalà sul fiume Henares. Dopo un altro attacco al territorio di Siviglia, nel 1063, ridusse i regni di Taifa di Siviglia, Badajoz, Toledo e Saragozza a suoi tributari, che ne riconoscevano la supremazia militare.
Nel 1064 riconquistò Viseu e occupò la città di Coimbra, nel nord dell'attuale Portogallo, portando il confine, con al-Andalus, sino al fiume Mondego. Alla sua morte, nel 1065, al figlio primogenito Sancho II toccò la Castiglia, e poiché anche la regina Sancha II di León abdicò il regno di León fu diviso: ad Alfonso VI spettò il León e a Garcia I la Galizia.

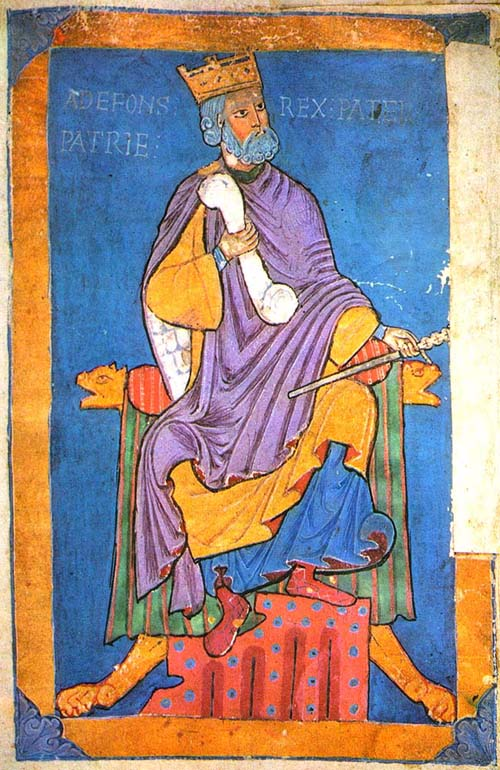
Alfonso VI di León e Castiglia in un dipinto del XII secolo

Alfonso VI dovette ben presto affrontare le mire espansionistiche del fratello maggiore che voleva impossessarsi dei territori dei fratelli. Alfonso, dopo aver subito una sconfitta trovò l'accordo con Sancho II e, nel 1071, affrontarono, sconfissero e destituirono Garcia e occuparono la Galizia, ma, nel 1072, Sancho rivolse le armi contro Alfonso, che venne sconfitto nella battaglia di Golpejera dal braccio destro di Sancho, Rodrigo Diaz de Bivar, detto il Cid; Alfonso, fatto prigioniero e rinchiuso in una prigione a Burgos, riuscì a fuggire ed a riparare presso il re moro di Toledo, che era suo tributario. Sancho II occupò allora il León, riunendo così nuovamente il regno che era stato governato da suo padre.
Dopo l'assassinio di Sancho II, Alfonso VI tornò in León, e, dato che il fratello non aveva lasciato eredi, fu riconosciuto anche re di Castiglia dai nobili castigliani, riunendo così nuovamente i due regni, che governò come regno di León e Castiglia. Dopo aver aiutato, nel 1084, il re di Toledo al-Qadir a conservare il suo trono, in cambio di alcune fortezze, nel 1085, Alfonso VI attaccò il regno di Toledo, ne assediò la capitale ed il 25 maggio fece il suo ingresso in città e si proclamò imperatore delle due religioni.

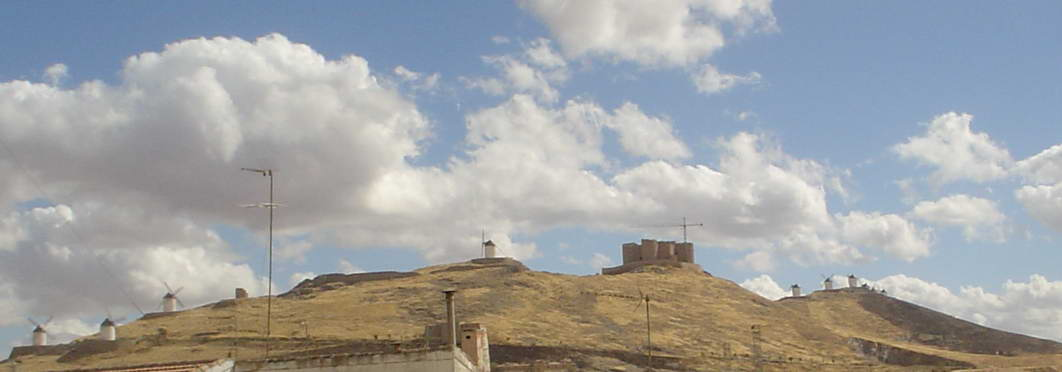
Castello di Consuegra con i mulini circostanti.

I re di alcuni regni mori, soprattutto gli emiri di Siviglia, Badajoz, Granada e Cordova, preoccupati dall'aggressività di Alfonso VI, decisero di chiedere l'aiuto degli Almoravidi che governavano il Marocco. Uno dei principi Almoravidi, Yusuf ibn Tasfin, sbarcò in Spagna e sconfisse Alfonso VI nella Battaglia di al-Zallaqa, del 1086, ma nonostante vari tentativi non riuscì a riconquistare Toledo.
Nel 1093 Alfonso VI concesse il governo della Galizia a Raimondo di Borgogna, marito della figlia, Urraca, e la contea del Portogallo, unitamente alla città di Coimbra, in sottordine al governatore della Galizia, al cugino di Raimondo, Enrico di Borgogna, promesso sposo della figlia naturale, Teresa. Di fatto alla contea di Portogallo fu concessa una larga autonomia. Nel 1097 le truppe leonesi-castigliane contrattaccarono gli Almoravidi nella zona di Toledo, ma nella battaglia del 15 agosto del 1097, presso il castello di Consuegra, furono sconfitte dalle truppe di Yūsuf Ibn Tāshfīn, divenuto emiro di Cordoba e del Marocco.
Negli ultimi anni del suo regno Alfonso cercò di impedire il consolidamento degli Almoravidi nella Spagna musulmana, ma senza successo. I regni del sud della Spagna furono occupati, a uno a uno, dagli Almoravidi, che, guidati dal nuovo emiro Ali ibn Yusuf, sconfissero nuovamente le truppe leonesi-castigliane, comandate da Álvar Fáñez, nel 1108, a Uclés, dove perse la vita l'erede al trono di León e Castiglia, Sancho, l'unico figlio maschio di Alfonso VI.

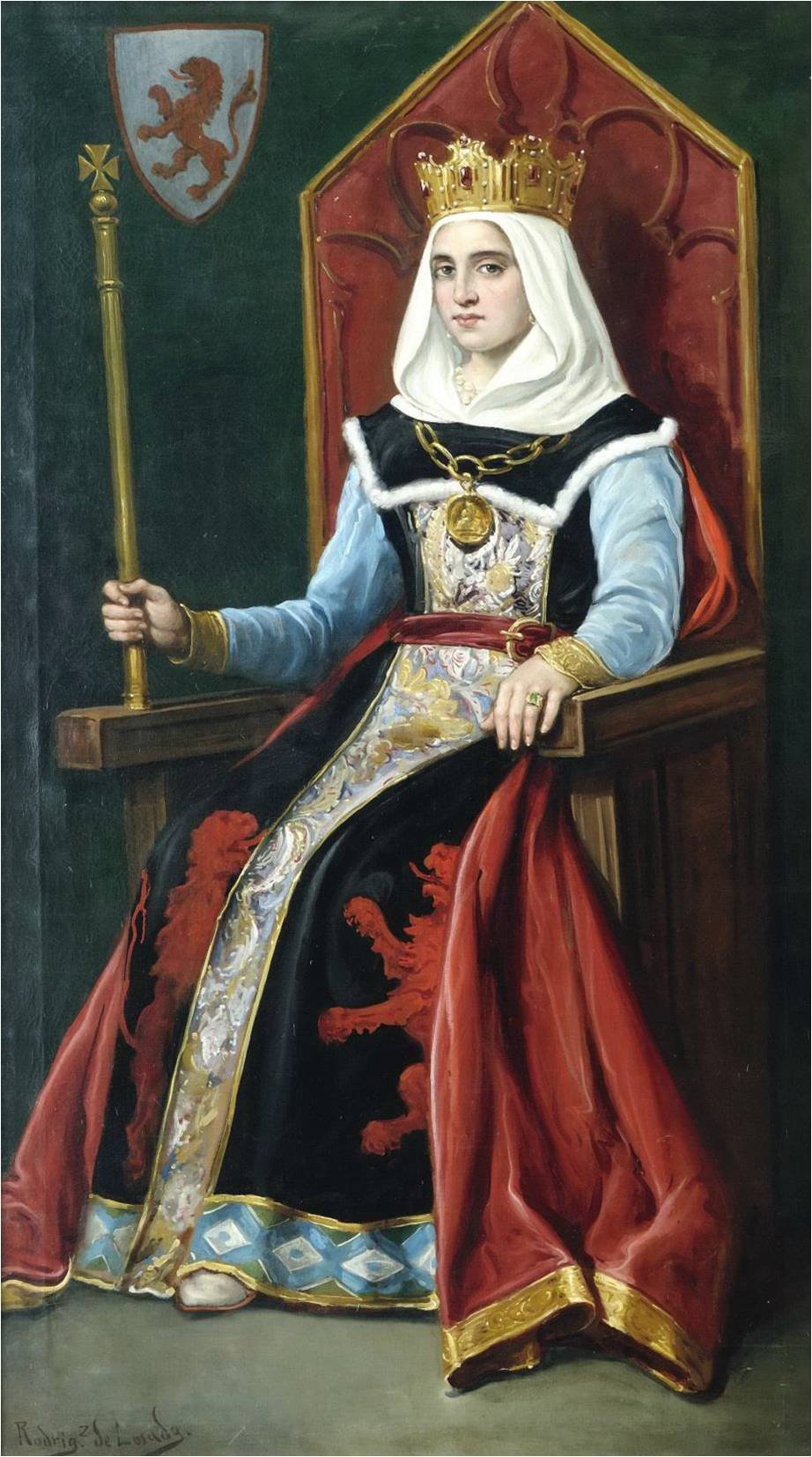
Urraca I di León.

Nel 1109 divenne regina Urraca, vedova di Raimondo di Borgogna, e già regina di Galizia, ma i nobili leonesi-castigliani che avrebbero preferito avere un re combattivo spinsero la regina a risposarsi, in seconde nozze, col re di Aragona e Navarra, Alfonso I il Battagliero. Furono proclamati entrambi re di León e di Castiglia, mentre il figlio di Urraca, il giovane erede Alfonso Raimundez veniva incoronato re di Galizia, che di fatto veniva nuovamente separata dal León. Furono anni molto difficili in quanto subito scoppiò una guerra civile tra marito e moglie, in cui si intromisero il cognato, Enrico di Borgogna, conte del Portogallo, e, dopo la sua morte, la sorellastra di Urraca, Teresa, contessa del Portogallo.
Si rese ben presto necessario lo scioglimento del matrimonio che venne concesso dal Papa Pasquale II, che lo dichiarò nullo per ragioni di parentela, lasciando la sola Urraca regina di León e Castiglia. Ma la separazione, avvenuta nel 1114 diede inizio a un periodo di profonda instabilità nel regno, in una situazione di confusa guerra civile tra i sostenitori della regina, di Alfonso I, di Alfonso di Galizia e la contessa del Portogallo Teresa, con continui cambi di alleanza tra le varie fazioni ed il succedersi di ribellioni, sino a che, nel 1121, fu organizzato un complotto per portare il re di Galizia, Alfonso Raimundez sul trono al posto della madre, che immediatamente attaccò la sorellastra, Teresa, complice del complotto, occupando la contea del Portogallo sino al fiume Duero. La fase di instabilità perdurò fino alla morte della regina avvenuta nel 1126.

## Casa di Borgogna

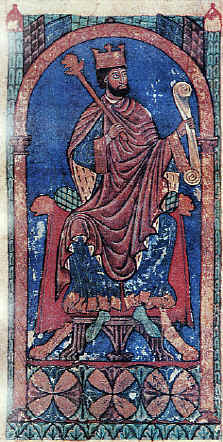
Miniatura dell'imperatore Alfonso VII di León

Mappa della Penisola iberica alla morte di Alfonso VII, con la zona occupata dagli Almohadi ed i regni di Portogallo (P), León (L), Castiglia (C), Navarra (N) e Aragona (A).

Venne quindi incoronato re di León e Castiglia il figlio di Urraca, il re di Galizia Alfonso Raimundez come Alfonso VII, che nella primavera del 1127 attaccò la contea del Portogallo ed in sei settimane obbligò Teresa a riconoscersi vassalla del León. Ma il cugino, Alfonso Henriquez, figlio di Teresa, che nel 1128 aveva sconfitto la madre a San Mamede, vicino a Guimarães, non si riconobbe vassallo.
Nel 1134, alla morte del patrigno Alfonso I il Battagliero, re di Aragona e di Navarra, Alfonso VII rivendicò immediatamente i territori castigliani invadendo la Navarra ed in seguito l'Aragona, occupandone la capitale Saragozza e portando il confine della Castiglia al fiume Ebro. Stabilita così la supremazia su tutti i regni cristiani assunse, nel 1135, il titolo di Imperatore.
Nel 1137, Alfonso Henriquez, tentò di annettersi la Galizia; allora Alfonso VII, radunato un esercito, invase il Portogallo e, con la pace di Tui, indusse il cugino e tutti i suoi baroni alla sottomissione. Ma nel 1139 Alfonso Henriquez iniziò a considerarsi re del Portogallo, e, dal 1140, l'Imperatore, non annoverò più il Portogallo tra i possedimenti del regno del León; nel 1143, a Zamora, fu sancita la pace, e di fronte al legato del papa Innocenzo II, in cambio della signoria di Astorga, Alfonso VII riconobbe ad Alfonso Henríquez il titolo di re del Portogallo, divenendo così Alfonso I del Portogallo; contemporaneamente Alfonso VII riconobbe validità al contratto di matrimonio tra il conte di Barcellona Raimondo Berengario IV e Petronilla di Aragona, giovane regina d'Aragona, accettando così l'unione di tutte le contee catalane con l'Aragona, e di fatto un grande regno d'Aragona.
Dopo il 1140 l'impero degli Almoravidi, sotto l'emiro ʿAlī b. Yūsuf, cominciò a sgretolarsi e sotto il suo successore, Tāshfīn ibn ʿAlī (1143-1145), finì di essere travolto da un'anarchia che portò in al-Andalus un secondo periodo dei regni di Taifa; per cui Alfonso VII ne approfittò facendo diverse conquiste, tra cui il forte di Rueda, Cordova (1144), la fortezza di Aurelia presso Ocaña, Coria e, nel 1147, Almería.
Nel 1151 firmò il Trattato di Tudilén con Raimondo Berengario IV. Il trattato, oltre che ad essere in chiave anti navarrese, riservava al León e alla Castiglia la conquista delle terre musulmane a sud della Murcia.
Alla sua morte il regno fu nuovamente diviso i due: Sancho gli successe nel regno di Castiglia, mentre Ferdinando gli successe nel regno di León.

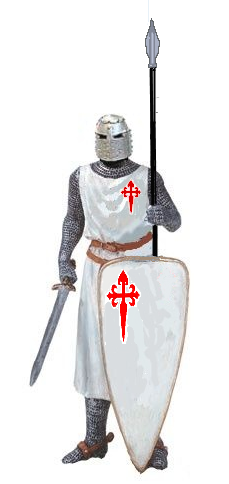
Abbigliamento di un cavaliere dell'Ordine di Santiago

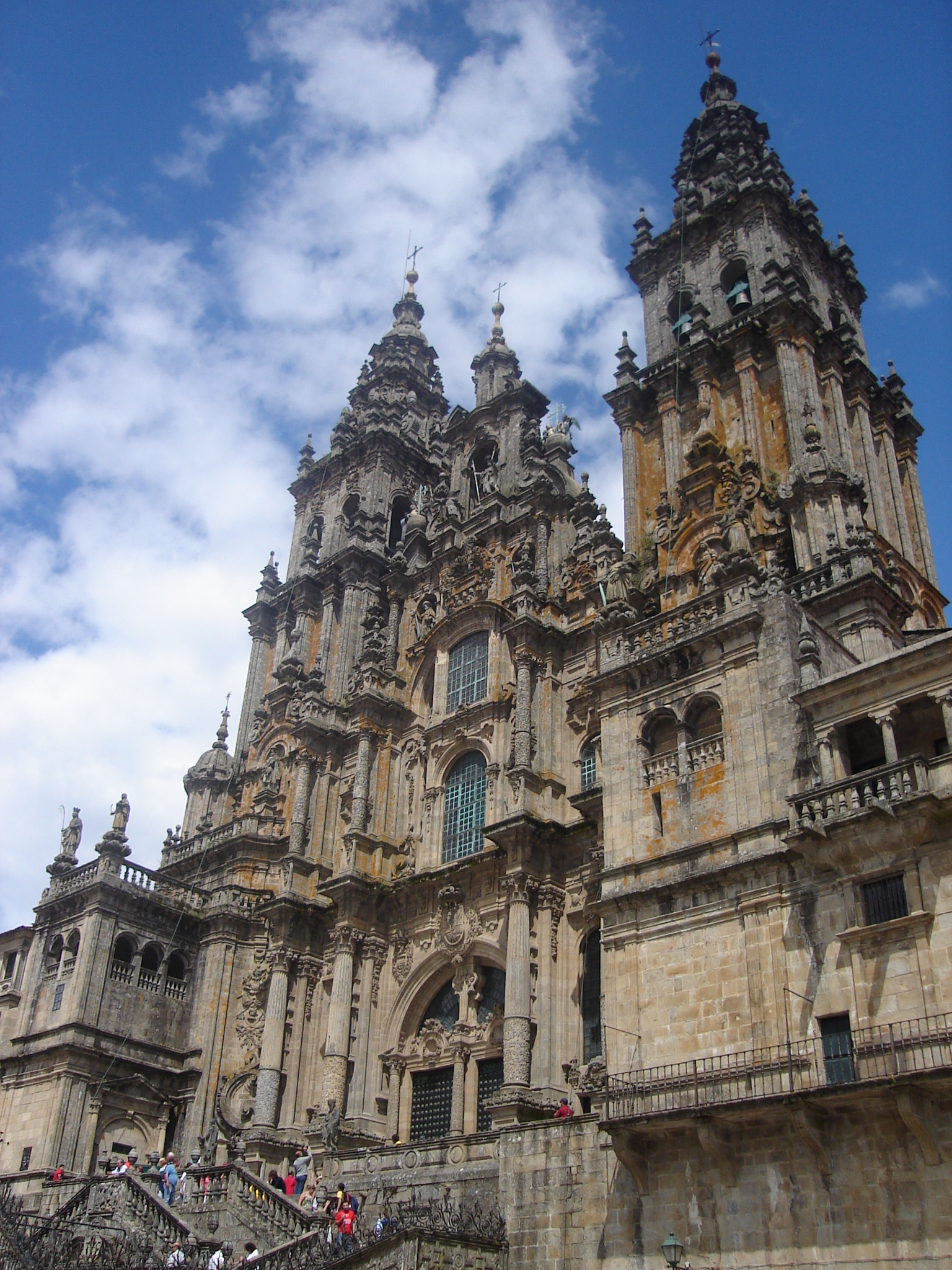
Facciata della Cattedrale di Santiago di Compostela

Ferdinando II passò quasi tutto il suo primo anno di regno a combattere contro suo fratello Sancho III; i fratelli si riunirono a Sahagún nel 1158 e risolsero pacificamente le controversie territoriali, accordandosi sui dettagli della spartizione del regno paterno.
Nel 1158, alla morte prematura del fratello Sancho, sul trono di Castiglia gli succedette il figlioletto di tre anni, Alfonso VIII e Ferdinando cercò inutilmente di essere nominato tutore del nipote. Nel 1164 rivolse le armi contro gli Almohadi, che avevano sostituito gli Almoravidi in Marocco e stavano appropriandosi dei regni di Taifa di al-Andalus e conquistò le città di Alcántara e di Alburquerque.
Nello stesso anno (1164), Ferdinando II iniziò una guerra contro il re del Portogallo, Alfonso I, che l'anno prima (1163) aveva occupato Salamanca, e, nel 1168, a Badajoz, lo fece prigioniero, ma nel frattempo era divenuto suo suocero. Alfonso I, per riottenere la libertà, offrì al genero il suo regno, ma Ferdinando, gli rispose: "Restituisci ciò che mi hai tolto e riprenditi il tuo regno." Alfonso accettò, offrì al genero una grossa somma in oro, e riottenne la libertà (1169) e nella pace siglata a Pontevedra, nel 1170, restituì a Ferdinando II venticinque castelli, incluse le città di Cáceres, Badajoz, Trujillo, Santa Cruz e Montánchez, che in precedenza aveva sottratto al regno di León.
Sempre nel 1170, Ferdinando II creò l'Ordine di Santiago o Ordine di San Giacomo di Compostela, un ordine religioso-militare, che aveva lo scopo di proteggere i pellegrini che desideravano visitare la tomba dell'apostolo san Giacomo nella cattedrale di Santiago di Compostela. L'ordine ebbe sede dapprima in Cáceres e poi a Uclés.
Nel 1178, riprese la guerra contro la Castiglia e Ferdinando, sorprendendo il nipote Alfonso II di Castiglia, occupò Castrojeriz e Dueñas, sinché i problemi furono risolti definitivamente, nel 1180, con la pace di Tordesillas.

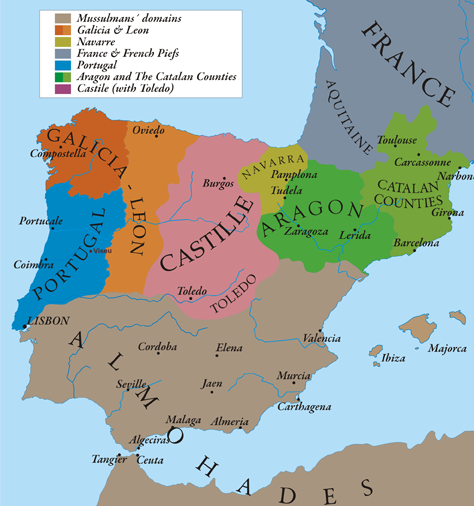
Mappa politica della penisola iberica nel 1210

Nel 1188, alla morte di Ferdinando II, gli successe il figlio Alfonso, che secondo la numerazione cronologica reale del regno di León dovrebbe essere citato come Alfonso VIII di León; la sua numerazione abituale è IX per non creare confusioni col cugino Alfonso VIII di Castiglia.
Nel 1197 Alfonso IX entrò in guerra col lo zio e suocero Sancho I del Portogallo, che aveva occupato la città di Tui per due anni. Assieme al re d'Aragona Pietro II, Alfonso IX e Alfonso VIII si allearono e, nel 1200, approfittando del fatto che il re di Navarra, Sancho VII stava combattendo in Murcia, Andalusia e Nordafrica, alleato degli Almohadi, per attaccarlo e togliere alla Navarra Álava, Gipuzkoa, a tutto vantaggio della Castiglia, confermato poi dal trattato di Guadalajara (1207).
Nel 1212 Alfonso IX fu l'unico sovrano cristiano della penisola iberica che non rispose alla chiamata del papa Innocenzo III per la Quinta crociata e quindi le truppe leonesi non parteciparono, il 16 luglio 1212, alla battaglia di Las Navas de Tolosa.
Nel 1215 Alfonso IX emise un documento sulla servitù che prevedeva che i servi non potevano essere venduti assieme ai beni immobili, potevano sposarsi senza dover richiedere il permesso ai padroni, e si fissava la misura per potersi riscattare e quindi lasciare il servizio del padrone.
Nel 1217 morì il re di Castiglia, Enrico I e gli succedette la sorella Berenguela di Castiglia, in precedenza seconda moglie di Alfonso IX e che immediatamente abdicò a favore del loro figlio Ferdinando, il quale, abbandonato il padre Alfonso IX, si recò immediatamente dalla madre per essere incoronato re. Alfonso IX, che ambiva a governare la Castiglia dichiarò guerra al figlio e non essendo riuscito a conquistare la regione, fu costretto a patteggiare una tregua con l'ex moglie Berenguela, impegnandosi a non portare più guerra alla Castiglia e nel contempo diseredò il figlio Ferdinando della corona del León.
Tra il 1218 ed il 1220 Alfonso IX di León fondò l'università di Salamanca, elevando le Scuole Cattedralizie di Salamanca alla categoria di Estudio General del Reino de León, che poi suo nipote Alfonso il Saggio avrebbe chiamato Universidad.
Alfonso IX spese gli ultimi anni di vita nella lotta contro i musulmani di al-Andalus ed in Estremadura conquistò Cáceres (1229), Mérida e Badajoz (1230).
Alfonso IX morì nel 1230 e lasciò il regno di León alle figlie di primo letto (figlie di Teresa del Portogallo, figlia del re del Portogallo, Sancho I), Sancha e Dolce, che salirono al trono con l'appoggio della nobiltà, mentre il clero e l'aristocrazia erano contrari, avrebbero infatti preferito che i regni di León e di Castiglia venissero riunificati sotto il re Ferdinando III. L'accordo fu raggiunto dalle due ex mogli di Alfonso IX, Berenguela e Teresa, che, a nome dei rispettivi figli, firmarono il Tratado de las Tercerías, dove, dietro un cospicuo indennizzo, la due regine abdicarono a favore del fratellastro, Ferdinando III il Santo, che poté finalmente riunire sotto un'unica corona i regni di León e di Castiglia.

## La breve indipendenza
Il figlio di Ferdinando III, Alfonso X il Saggio lasciò in eredità il Regno di León al figlio Giovanni, ma Sancho IV, suo fratello, usurpò il trono facendosi incoronare re di Castiglia e di León.
Nel 1296, alla morte di Sancho IV, Giovanni fu proclamato sovrano, col nome di Giovanni I re di León, di Galizia e di Siviglia. Nel 1301 Giovanni abdicò a favore di Ferdinando IV di Castiglia, succeduto al padre Sancho IV al regno di Castiglia, in cambio di cospicue donazioni, e le due corone furono in questo modo definitivamente unificate.

## Età moderna
Il regno di León continuò ad esistere come unione personale sotto la corona di Castiglia; mantenne, inoltre, istituzioni separate, come l'Adelantado Mayor del Reino de León, molte delle quali durarono fino al XIX secolo.

## Età contemporanea
Nel 1808 il Regno di Leòn, insieme alla Galizia e alle Asturie, dichiarò guerra alla Francia, quando invase il territorio spagnolo. Pertanto si organizzò nella "Junta General del Reino de León" per combattere i francesi. Quando nel 1833 si procedette a creare l'attuale sistema amministrativo spagnolo, il territorio del Regno di León venne riconosciuto come una regione spagnola e diviso nelle province di León, di Zamora e di Salamanca.

## Epoca attuale
Con il ritorno della monarchia dopo la dittatura di Franco furono istituite le comunità autonome; i territori del Regno di León e della Vecchia Castiglia formarono la comunità autonoma di Castiglia e León.

## Elenco dei re di León
Dinastia asturleonese
- García I - 910-914
- Ordoño II - 914-924
- Fruela II - 924-925
- Alfonso Froilaz el jorobado - 925
- Alfonso IV - 925-931
- Ramiro II - 931-951
- Ordoño III - 950-956
- Sancho I il Grasso - 956-958 e 960-966
- Ordoño IV - 958-960
- Ramiro III- 967-984
- Bermudo II - 982-999
- Alfonso V il Nobile - 999-1028
- Bermudo II - 1028-1037
- Sancha I con Ferdinando I- 1037-1065

Casa di Navarra (il regno di Castiglia è aggregato al regno di León):
- Alfonso VI il Bravo - 1065-1072 e 1072-1109
- Sancho II il Forte - 1072
- Urraca I 1109-1126

Casa di Borgogna:
- Alfonso VII l'Imperatore - 1126-1157

Dopo la morte di Alfonso VII il patrimonio reale fu diviso fra i due figli. Ferdinando ottenne León e Sancho la Castiglia.
- Ferdinando II - 1157 - 1188
- Alfonso VIII di León - 1188-1230
- Sancha II e Dolce I - 1230

Con l'abdicazione di Sancha II e Dolce I a favore del fratellastro Ferdinando, già re di Castiglia, il regno di León fu unificato a quello di Castiglia.
Quando, nel 1282, Alfonso X il Saggio (Alfonso IX il Saggio di León) diseredò l'erede al trono di Castiglia e León, Sancho IV, lasciò il regno di Castiglia al nipote, Alfonso de la Cerda ed il regno del León al figlio Giovanni. Ma quando Alfonso X morì (1284), Sancho IV, che aveva il controllo di quasi tutti i regni, usurpando i due troni, si fece incoronare re di Castiglia e re di León.
- Giovanni I - 1284-1285 e 1296-1301

Alla morte del padre, fu pretendente al trono di León per pochi mesi; poiché il fratello era riuscito a farsi incoronare accettò il fatto compiuto. Solo nel 1296, alla morte del fratello Sancho, dato che l'erede al trono era minorenne ne approfittò per regnare di fatto sul regno di León finché Ferdinando IV di Castiglia divenne maggiorenne. Con lui tutti i monarchi si intitolano, fino oggi, come "Re di León".